# いももち
いももち（芋餅）は、日本各地の郷土料理。ただし、同じ名前でも使用する芋の種類や製法が異なる。

## 北海道

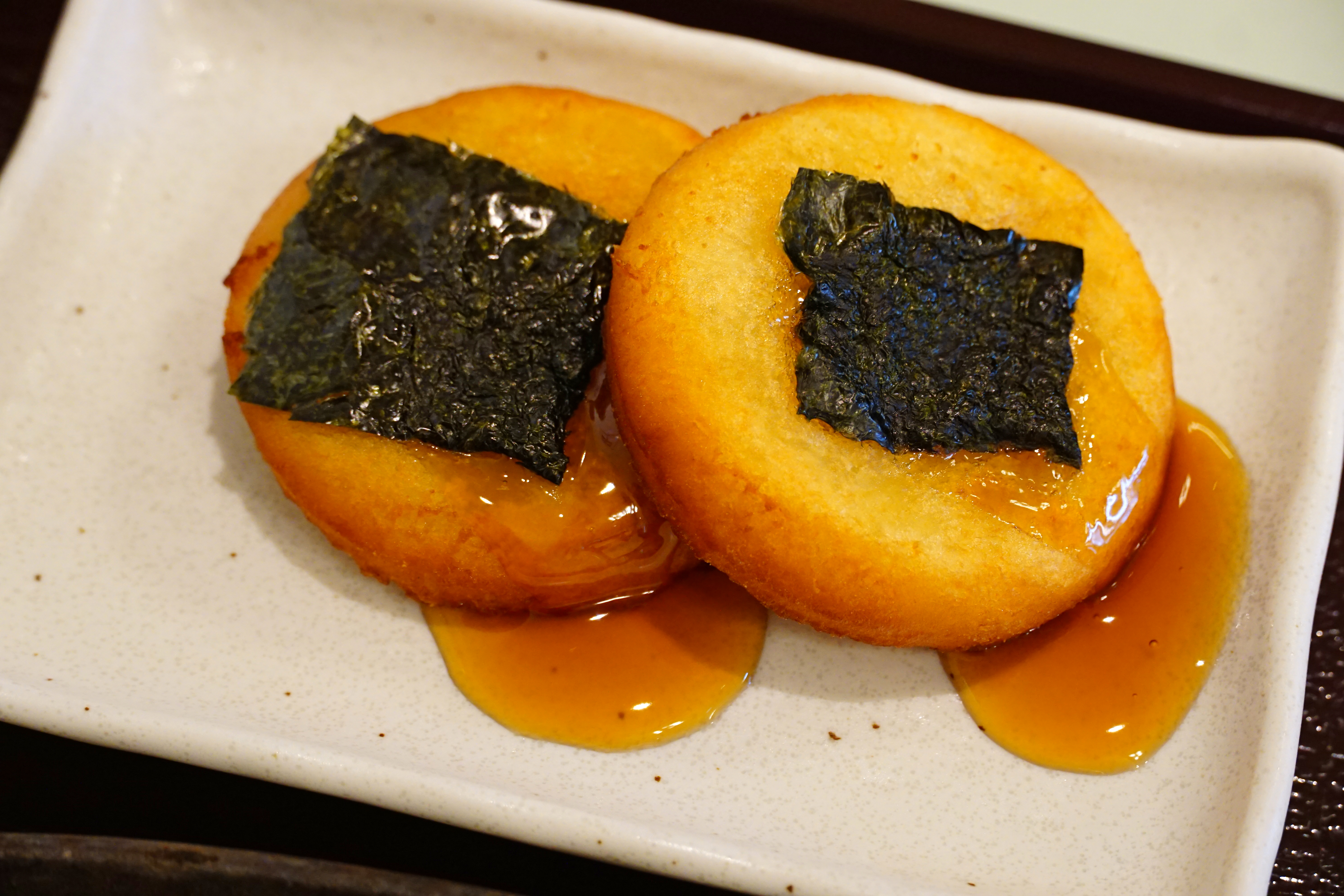
北海道のいももち（たれ）

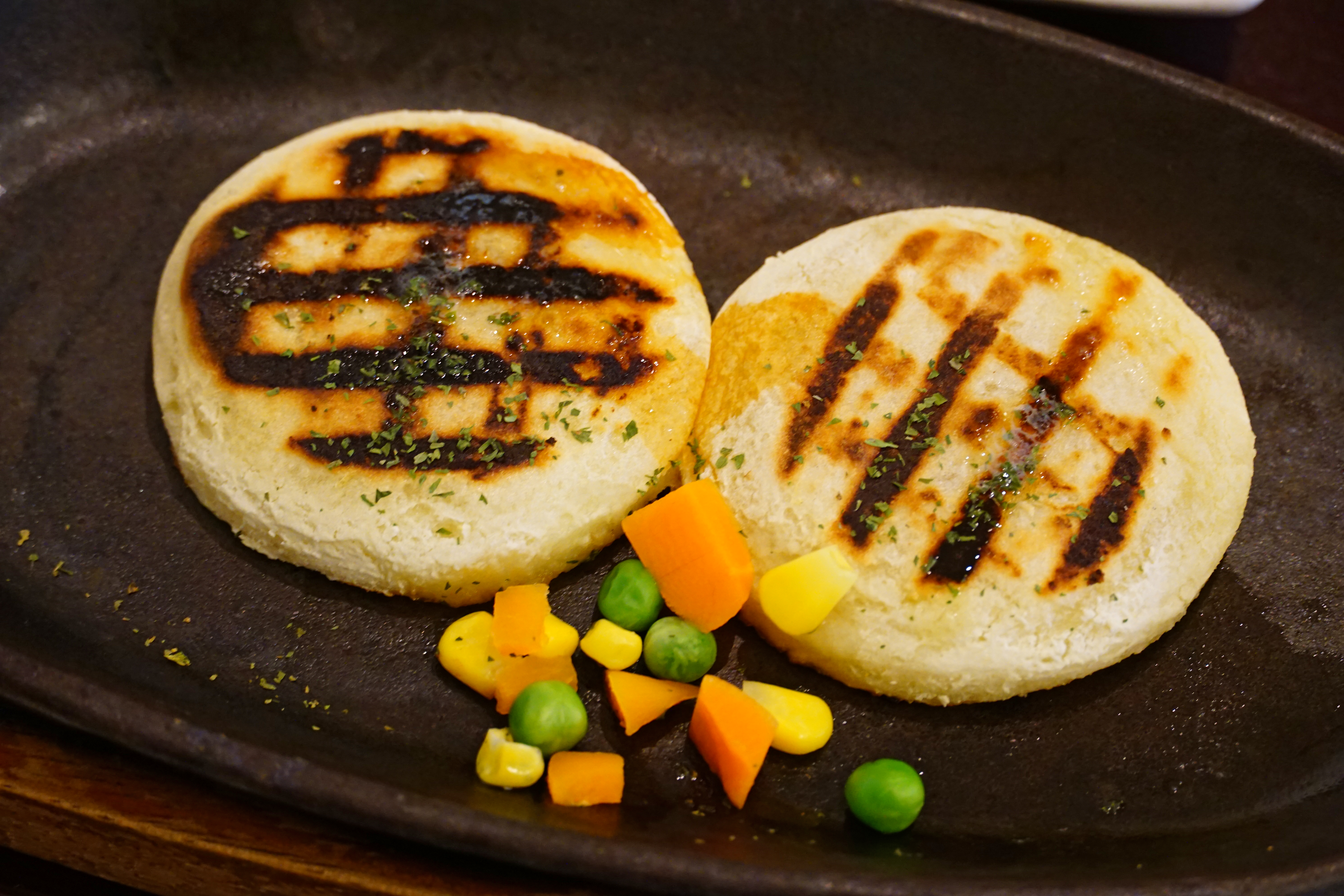
北海道のいももち（焼き）

北海道では、「いももち（いも餅）」。別名「いもだんご（いも団子）」とも呼ばれる。明確な区切りは無いが、焼いたもの（味付けしたもの）を「もち」。汁に入ったもの（味付けしていないもの）を「だんご」とも呼ばれる。

### 製法
皮をむいて火を通した（茹で・蒸す）ジャガイモを潰し、これにジャガイモ澱粉、又は片栗粉を加えてよく練り上げ、小さな丸餅や団子状に整形し、餅と同様に焦げ目が付くまで焼きあげる。甘辛く味付けした醤油やバター・砂糖などを付けて食する。

### 歴史
当時、もち米の生産技術が未発達であり、豊富に生産されたジャガイモ・カボチャを「餅」の代用品として作られたことが始まりである。
現在、「冷凍いももち」の生産により、北海道の手軽なファストフードとして、土産物屋の店先や高速道路のサービスエリアの売店でも見かけることがある。いももちの粉も市販されており、カボチャ味などのバリエーションもある。また、子供にも人気のおやつでもある。また、居酒屋のメニューになることもある。

### バリエーション
- 中身に溶けるチーズが入った「チーズいももち」もある。
- ジャガイモの代わりにカボチャを用いた「カボチャだんご（もち）」がある。
- 道東地方では、汁粉に入れる餅の代わりに、カボチャだんごが入った「かぼちゃ汁粉」がある。

## 和歌山県・高知県・鹿児島県
通常の餅米で作る餅に蒸したサツマイモを混ぜてつきあげる。中に餡が入り、きな粉をまぶしたものがポピュラーである。通常の餅より柔らかく、時間が経つと自らの重さで変形してゆくほどである。食感もなめらかである。
和歌山県日高郡地方を中心に食べられている。
高知県でも全く同じ製法でいももちが作られている。
鹿児島県でも同じ製法のいももちが作られており、「ねったぼ（からいもねったぼ）」と呼ばれている。

## 岐阜県
通常米を炊く要領で、皮をむいた里芋とうるち米を一緒に炊き上げる。炊き上がったものを棒などでつぶして混ぜ合わせ、それを丸餅形に整形する。すりおろした生姜と醤油を混ぜて作ったタレで餅を味付けして焼き上げる。焼く際に立ち込める生姜醤油の香ばしい香りが特徴である。県内でも特に中濃地方に見られる料理で、家庭用の電気炊飯器でも作ることができる。地域の祭でも特産品として販売されることもある。

## 千葉県
いももちは、千葉県千葉市いずみ地区（若葉区の東部鹿島川流域）に伝わる郷土食。
千葉市は古くからのサトイモ、コメの産地であり、サトイモともち米から作られる。
食糧難の際にコメにサトイモを混ぜたことが起源する説がある。また、七五三の祝いにも食べられている。

## 新潟県佐渡市
新潟県佐渡島のいももちはサツマイモを原材料として作る菓子。
佐渡の伝統食で小木町（現・佐渡市）の特産品である。